# Павлоградский (Кабардино-Балкария)
Павлогра́дский — упразднённый хутор в Прохладненском районе республики Кабардино-Балкария.

## География
Хутор Павлоградский располагался в северо-западной части Прохладненского района, на правом берегу реки Малка. Находился в 35 км к северо-западу от районного центра — Прохладный и в 62 км к северу от города Нальчик.
Граничил с землями населёнными пунктов: Карагач на юго-востоке, Кременчуг-Константиновское на юго-западе и Крупско-Ульяновский на северо-востоке.
Населённый пункт располагался на наклонной Кабардинской равнине, в равнинной зоне республики. Хутор с трёх сторон был окружён приречными лесами реки Малка. Рельеф местности на территории заброшенного хутора в основном представляет собой предгорные наклонные равнины с бугристыми возвышенностями. Средние высоты местности составляют 299 метров над уровнем моря.
Гидрографическая сеть местности представлена в основном рекой Малка. К северу от хутора начинался канал Малка-Кура и эксплуатационный участок по сбору воды из реки Малка в магистральный канал.

## История
Населённый пункт был основан переселенцами из центральных губерний Российской империи в 1885 году.
До установления советской власти, в хуторе проживало всего около 10 семей.
В 1924 году хутор Павлоградский вместе с хутором Лагода были преобразованы в Павлоградский сельсовет, в составе Баксанского округа КБАО.
С началом строительства магистрального канала «Малка-Кура», население хутора резко увеличилось благодаря переселенцам из близлежащих селений, занимавшихся строительством канала.
В 1959 году Павлоградский сельсовет вместе с хутором Павлоградский был упразднён, а земли сельсовета переданы в состав преобразованного Прохладненского района КБАССР.

## Население
По данным на 1926 год, в хуторе проживало 179 человек. Основное население населённого пункта составляли русские и кабардинцы.

## Современное состояние
На сегодняшний день территория на которой некогда располагался хутор Павлоградский входит в состав сельского поселения Карагач Прохладненского района.
В местности где был расположен хутор, фактически не сохранились какие либо строения или их развалины, так как они в основном были разобраны прежними жителями при переселении.